# Уэстмаунт

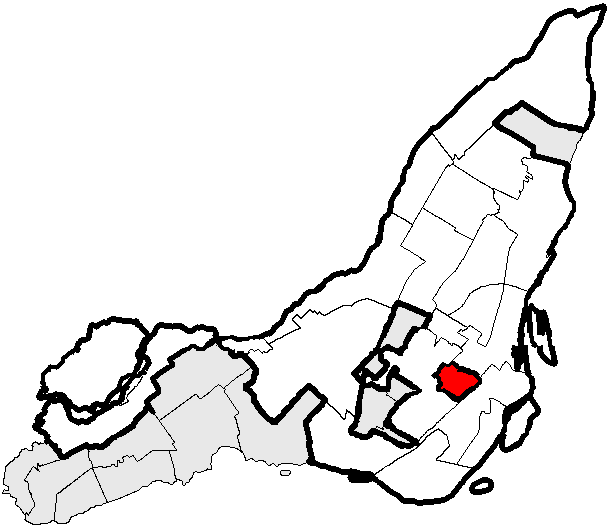
Расположение Уэстмаунта на острове Монреаль

Уэстма́унт (англ. Westmount) — город в юго-западной части провинции Квебек в Канаде на острове Монреаль, англоязычный анклав в городе Монреале; население — 20 494 человек; площадь — 4,02 км², плотность населения — 5092,56 чел./км², по этому показателю является вторым по величине в Канаде (после Нотр-Дам-дез-Анж, Квебек) (Статистическая служба Канады, 2006).
Уэстмаунт является престижным жилым районом, в котором находятся школы, спортивная арена, бассейн, публичная библиотека и несколько парков, включая парк Уэстмаунт и парк короля Георга (также известный как парк Мюррей-Хилл). В городе также находится расположение трех подразделений канадских вооружённых сил: 34-й сапёрный полк, Королевский полк Монреаля и 712-й коммуникационный эскадрон.

## История
Уэстмаунт был впервые известен как город в 1874 году и оставался таким до 1 января 2002, когда он был вынужден стать районом в составе города Монреаля. На 20 июня 2004 он проголосовал за отделение и стал независимым городом опять 1 января 2006. Тем не менее, на самом деле он не обрёл свой прежний статус, поскольку основная часть её муниципальных налогов перешла во вновь созданный совет агломерации, который осуществляет контроль за деятельностью общих для всех муниципалитетов на острове Монреаль организаций (например, пожарной безопасности, общественного транспорта).
Традиционно сообщество Уэстмаунта является анклавом богатых англофонов британского происхождения, которые были когда то самой богатой общиной в Канаде. Уэстмаунт и ныне конкурируют с Уэст-Ванкувером в Британской Колумбии, районами Форест-Хилл, Роздейл и Брайдл-Пат в Торонто за это звание и зачастую считается самым богатым городом Канады. Это сделало город одной из символических целей Фронта освобождения Квебека для осуществления террористических взрывов в 1960-х годах завершившегося в 1970 году Октябрьского кризиса. Тем не менее, в настоящее время в городе проживают в основном семьи среднего и выше среднего класса разных национальностей. Богатые же семьи живут на самом верху горы, вокруг Саммит-Серкл — дороги, которая окольцовывает одну из вершин горы Мон-Руаяль, некоторые из самых богатых монреальских семей (в том числе Бронфманы и Молсоны) построили здесь свои дома,— а также Бульвара.
Особое место в Уэстмаунте занимает район Парк Саммита - самый богатый район в Квебеке со среднегодовым доходом свыше 900 тыс. канадских долларов.

## Правительство

### Муниципальные
После восстановления своего статуса в качестве города, Уэстмаунт регулируется городским советом в составе мэра и восьми районных советников. Нынешний мэр Уэстмаунта — Кэрин Маркс. В дополнение к местным городским советом, Уэстмаунт представлен его мэром в Монреальском совете по агломерации.
1. Патрик Мартин (округ 1)
2. Томас Томпсон (Район 2)
3. Ги Шарет (округ 3)
4. Кэтлин Дункан (округ 4)
5. Джордж Баузер (район 5)
6. Николь Форбс (район 6)
7. Синтия Лилхам (район 7)
8. Джон де Кастель (округ 8)

### Провинциальные и федеральные
В Квебеке Уэстмаунт известен как город с либеральными настроениями как на федеральном, так и провинциальном уровнях.
На федеральном уровне Уэстмаунт представлен в Уэстмаунт-Виль-Мари. На федеральных выборах выиграл Марк Гарно в 2008 году.
На уровне провинции, город представлен от Уэстмаунт-Сен-Луи Жаком Шаньоном из квебекской либеральной партии.

## Городской ландшафт

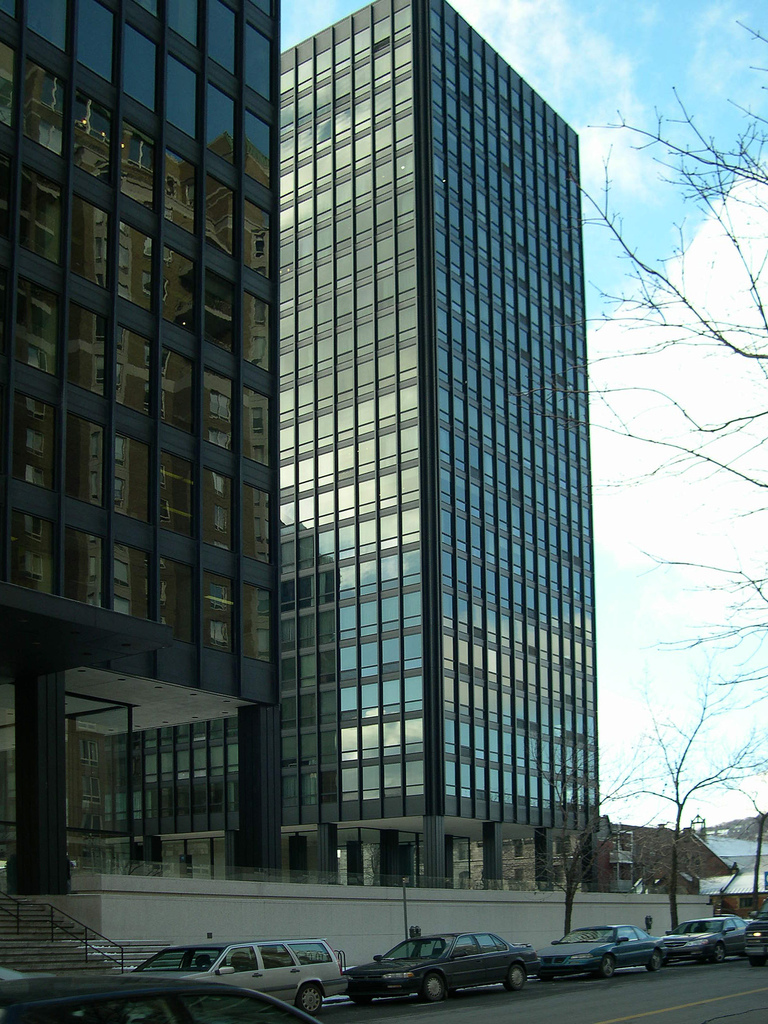
Мис ван дер Роэ в Westmount площади

Есть несколько небольших коммерческих районов на улице Шербрук от западной границе на пересечении улицы Шербрук и улицы Виктория («деревня Виктории»), на улице Сент-Катрин напротив площади Алексиса Ниона на Грин авеню и на бульваре Мезоннёв вблизи станции метро Атвотер.
В городе находятся колледж Доусон, крупнейший квебекский CEGEP, и колледж Marianopolis; Уэстмаунтская средняя школа; площадь Алексиса Ниона и офисные башни, некоторые из самых престижных частных школ в Квебеке, в том числе школа «Мисс Эдгар и мисс Крамп», школа «Селвин-Хаус», Вилла Сент-Марселлин и Стади и площадь Уэстмаунт с жилыми башнями и торговым комплексом, созданным архитектором Людвигом Мис ван дер Роэ и построенным в основном на деньги резидентов Уэстмаунта Сэмюеля Бронфмана, основателя ликерной империи Seagram.

## Спорт

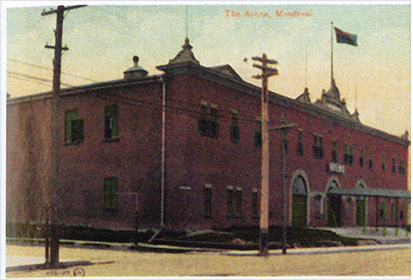
Уэстмаунтская арена в 1910 году

Уэстмаунтская арена является спортивным комплексом с двумя ледяными катками и бассейном, построенным в 1959 году. Она является наследницей старой уэстмаунтской арены, которая была стадионом Монреаль Канадиенс в 1910—1918 годах.
Уэстмаунт также является домом старейшего активного клуба регби в Северной Америке — «Регби клуб Уэстмаунта».
Кроме того, городская плавательная команда, «Уэстмаунтские дельфины» выиграла в 2007 году финал в «Секции Б Альпы».

## Демография
По переписи населения в 2001 году насчитывалось 19 727 человек, 8460 домов и 5215 семей, проживающих в городе. Плотность населения — 4907,21 человека/км². 9333 единиц жилья при средней плотности 2321,64 ед./км².
Средний доход на домашнее хозяйство составил $ 142 660, и средний доход на семью составляет $ 190 120 один из самых высоких в Канаде. Мужчины имеют средний доход $ 112 882 по сравнению с $ 42 245 у женщин. Около 5,0 % от общей численности рабочей силы были безработными. Крупнейшая категория занятости была 24,0 % работающих в управлении профессии, 18,2 % в сфере бизнеса, финансов, администрации и профессий, и 17,4 % в социальных науках, образовании, государственной службе и религии.
Всего 8460 домохозяйств, из которых 26,2 % имели детей, проживающих с ними, 47,5 % из них были супружеские пары, живущие вместе, 6,7 % были одинокие женщины, как хозяин дома, а 35,5 % всех домохозяйств состоят из отдельных лиц. В среднем размер семьи составил 3,1.
Население города распределено с 15,7 % в возрасте до 15 лет, 11,9 % от 15 до 24, 22,9 % от 25 до 44 лет, 28,6 % от 45 до 64, и 20,8 %, которые были 65 лет и старше. Средний возраст составил 45 лет. Но каждые 100 женщин насчитывалось 83,7 мужчин. На каждые 100 женщин в возрасте 15 лет и старше насчитывалось 80,2 мужчин.
Около 27 % населения иностранного происхождения, большая часть которых иммигрировали после 1991 года. Видимые меньшинства составляют 11 % населения (3,5 % арабского, китайского 1,5 %, 1,4 % черного, из Южной Азии — 1,1 %). Жители заявили о своей религии, как католическая (31,0 %), еврейские (23,2 %), протестантов (21,5 %), христианские православные (3,7 %), мусульманские (2,7 %) и других христианских (1,9 %).

### Известные жители
Уэстмаунт является резиденцией бывшего премьер-министра Брайана Малруни, премьер-министра Квебека Жана Шаре, владельца канадских СМИ Филиппа де Гаспре Беубиена, канадской певицы Шанталь Шаманди, дизайнера Джозефа Рибкоффа, бывшего игрока Монреаль Канадиенс Алексея Ковалёва, бельгийской и канадской певицы Лары Фабиан, автомобильного гонщика Жака Вильнёва.
Здесь родились:
- Норма Ширер — киноактриса
- Даглас Ширер — звукорежиссер, обладатель многочисленных премий Оскар
- Леонард Коэн — автор и музыкант
- Кэролайн Ри — актриса
- Конрад Блейк — бизнесмен
- Эжени Бушар — теннисистка

### Язык
Жители Уэстмаунта в основном знают два языка: 75% говорят на английском как родном, 76,3 % могут говорить на английском и французском, 20,5 % населения говорят только на английском, 3,1 % говорят только на французском языке.
В переписи 2006 года было установлено, что более 54 % жителей говорит на английском языке и более 21 % говорит на французском как на родном языке.
| Родной язык                                  | Население | Процент |
| -------------------------------------------- | --------- | ------- |
| Английский                                   | 10.720    | 54,13 % |
| Французский                                  | 4.220     | 21,31 % |
| Английский и французский языки               | 305       | 1,54 %  |
| Английский и неофициальный язык              | 155       | 0,78 %  |
| Французский и неофициальный язык             | 90        | 0,45 %  |
| Английский, французский и неофициальный язык | 50        | 0,25 %  |
| Испанский                                    | 560       | 2,83 %  |
| Арабский                                     | 510       | 2,58 %  |
| Китайский                                    | 425       | 2,15 %  |
| Немецкий                                     | 285       | 1,44 %  |
| Русский                                      | 280       | 1,41 %  |
| Итальянский                                  | 265       | 1,33 %  |
| Персидский                                   | 225       | 1,14 %  |
| Венгерский                                   | 185       | 0,93 %  |
| Румынский                                    | 165       | 0,83 %  |
| Греческая                                    | 150       | 0,76 %  |
| Польский                                     | 140       | 0,71 %  |
| Тагалог                                      | 100       | 0,50 %  |
| Идиш                                         | 100       | 0,50 %  |
| Португальский                                | 95        | 0,48 %  |
| Голландский                                  | 65        | 0,33 %  |
| Иврит                                        | 55        | 0,28 %  |
| Армянский                                    | 50        | 0,25 %  |
| Украинский                                   | 50        | 0,25 %  |

Фотогалерея
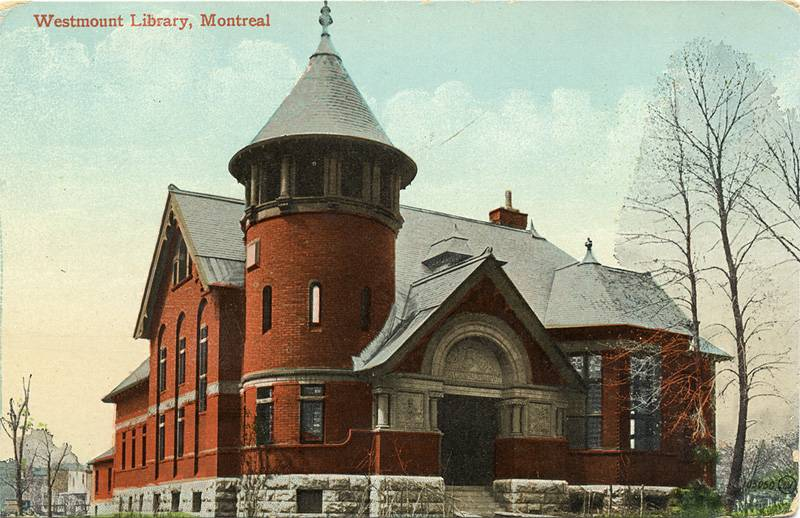
Уэстмаунтская библиотека, 1910 год
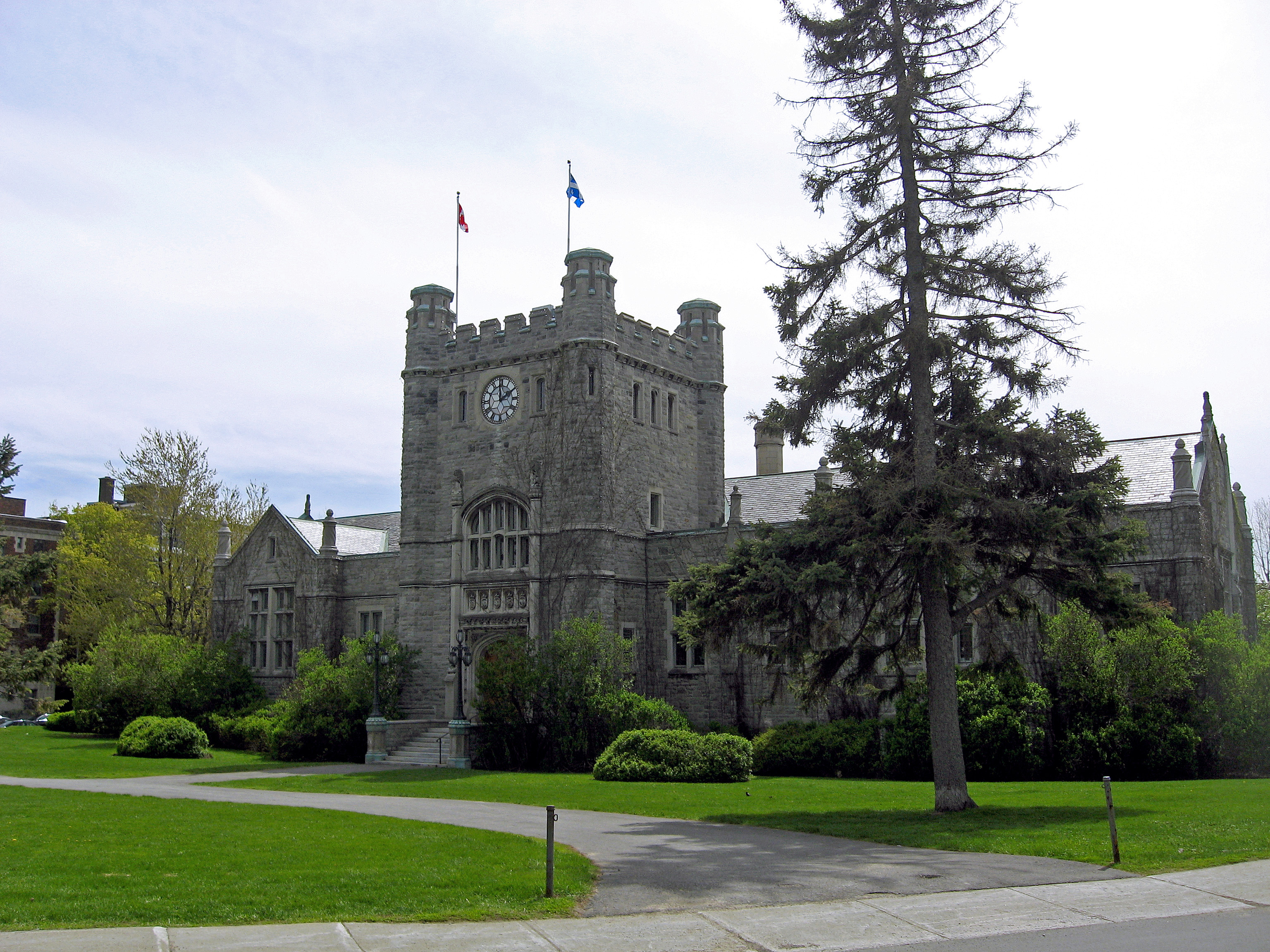
Мэрия Уэстмаунта
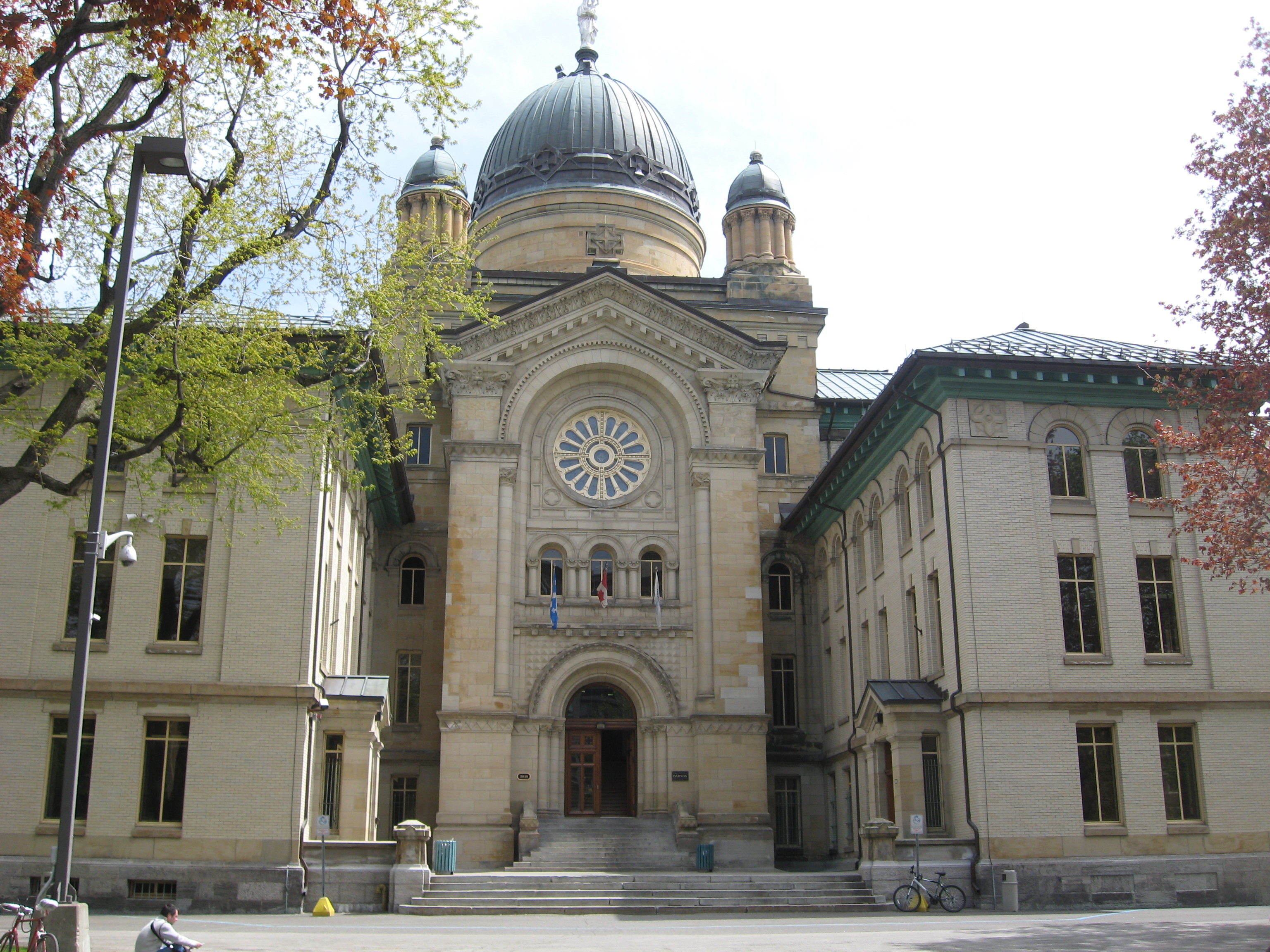
Колледж Доусон, вид с улицы Шербрук